# Lachemilla galioides
Lachemilla galioides là loài thực vật có hoa trong họ Hoa hồng. Loài này được (Benth.) Rothm. mô tả khoa học đầu tiên năm 1938.